# 培提尔·贝里席
培提尔·贝里席（英語：Petyr Baelish），绰号小指头（Littlefinger），是美国作家乔治·R·R·马丁的奇幻小说《冰与火之歌》系列以及其电视改编剧《权力的游戏》中的虚构人物。小指头在1996年的《权力的游戏》中首次登场，是劳勃国王御前会议的财政大臣。他也是凯特琳·史塔克儿时的朋友，从小在奔流城与她和她的两个兄弟姐妹一起长大。他陆续出现在马丁的著作《列王的纷争》（1998年）、《冰雨的风暴》（2000年）和《群鸦的盛宴》（2005年）中，并将在即将出版的小说《凛冬的寒风》中继续登场。
小指头是一个标准的马基雅维利主义者，他的性格特征主要体现在他宛如狐狸般的的狡猾和对于权力的无限野心。他出身于五指半岛的一个没有多少财富和影响力的下级贵族家庭，但他却利用操纵、贿赂以及他在奔流城获得的人脉迅速在首都君临获得了权力和声望。自那以后，他的各种阴谋权术直接引发了几件足以改变维斯特洛大陆历史发展的事件，包括“提利昂·兰尼斯特谋杀布兰·史塔克未遂事件”、“艾德·史塔克勋爵之死”、“乔恩·艾林与乔佛里·拜拉席恩国王之死”，以及“五王之战”等等，这使他成为该系列中最重要的反派角色之一。

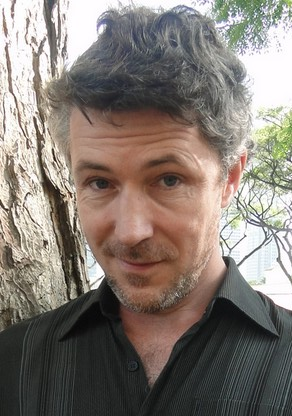
艾丹·吉伦在《权力的游戏》中饰演培提尔·贝里席

小指头由爱尔兰演员艾丹·吉伦（Aidan Gillen）在HBO电视剧改编剧中饰演，这一系列的热映为他带来了多个奖项的提名，包括2012年门户奖最佳男配角奖以及2012年与2014年度爱尔兰影视奖最佳电视男配角奖。